# Ficarra
Ficarra – miejscowość i gmina we Włoszech, w regionie Sycylia, w prowincji Mesyna.
Według danych na rok 2004 gminę zamieszkiwało 1797 osób, 99,8 os./km².